# Beraní
Beraní, pronunciat Braní en la parla local, és un nucli de població del terme municipal de Rialp, a la comarca del Pallars Sobirà. Pertanyia al terme primigeni de Rialp.
És situat a 1.100 m d'alçada, en el vessant nord del Serrat de la Conilla, a prop i al sud-oest del poble de Roní, a l'esquerra del Barranc de la Masia.
Formen el poble les cases de Casa Jan, Casa Mestres, Casa Miquel, Casa Muntanya i l'església de Sant Serni. Aquesta església, ha estat restaurada exteriorment el 2015.
A prop del poble es troben, a més les dues esglésies de Colinos: Sant Joan nou de Colinos i la més vella, ara en ruïnes, de Sant Joan de Colínos. A Sant Joan de Colinos, fa uns anys que s'ha recuperat una festa popular, l'aplec de Colínos, on el 24 de juny per Sant Joan, es fa un dinar i una misa, on els veïns de Rialp pugen per un camí al bosc, d'uns 6 kilòmetres, o també poden accedir per la carretera local i les pistes de terra a prop del poble.

## Etimologia
Segons Joan Coromines, Beraní, com Beranui, procedeixen de l'arrel iberobasca bera (bla, moll, tou) amb el sufix col·lectivitzador, també iberobasc, -oi/-ui. Tanmateix, alguns autors, explica Coromines, hi veuen l'ètim llatí de Veranus, provinent d'un antropònim llatí, romà.

## Geografia

### El poble de Beraní
El petit poble de Beraní està bastant agrupat, en un suau coster, amb poca diferència d'alçària entre les cases de més amunt i les de més avall (uns 10 metres). Les cases formen un parell de carrers en angle recte, amb l'església de Sant Serni en el seu extrem nord-est. En l'actualitat, Casa Jan, funciona com a casa de turisme rural.

#### Les cases del poble[4]
| - Casa Capblanc - Casa Jan | - Casa Maciana - Casa Miquel | - Casa Montanya - Casa Pepa | - La Rectoria - Casa Xumeu |

## Història

### Edat moderna
En el fogatge del 1553, Roni i Berini declaren conjuntament 2 focs laics, uns 10 habitants.

### Edat contemporània
Pascual Madoz dedica un article del seu Diccionario geográfico... a Beraní. S'hi pot llegir que és una localitat amb ajuntament situada sobre un turó i sota una penya, en lloc molt ventilat i amb un clima fred i saludable. Tenia en aquell moment 2 cases i l'església parroquial de Sant Martí, annexa a la de Roní. Les terres són en general pedregoses i de mala qualitat, però a les alçades hi ha pastures. S'hi collia blat, sègol i patates. S'hi criava bestiar vacum, ovelles i cabres. Hi havia bastant caça de conills, llebres i perdius. Comptava amb 4 veïns (caps de casa) i 21 ànimes (habitants).

## Comunicacions
Beraní no disposa de cap mena de mitjà de transport col·lectiu públic. En l'actualitat, habiten dos nens hi puja el transport escolar diàriament. S'hi accedeix per una petita carretera local, en relatiu bon estat, de 2 kilòmetres, des de la cruïlla de la carretera que puja a l'estació d'esquí de Port Ainé. Beraní és a 6,4 quilòmetres del seu cap municipal, la vila de Rialp.